# أطروحة التاريخ التركي
أطروحة التاريخ التركي أطروحة تركية قومية متطرفة  وعنصرية وتاريخية زائفة،  تفترض أن الأتراك انتقلوا من موطن أجدادهم في آسيا الوسطى وهاجروا إلى الصين والهند والبلقان والشرق الأوسط وشمال أفريقيا في عدة موجات، وسكنوا المناطق التي انتقلوا إليها وجلبوا الحضارة إلى سكانها الأصليين. ثم بعد ذلك جرى تطوير النظرية في سياق العنصرية العلمية ما قبل النازية، وصنفت الأتراك على أنهم «مجموعة فرعية من جبال الألب» من العرق القوقازي.
كان القصد من النظرية هو رفض تأكيد أوروبا الغربية على أن الأتراك ينتمون إلى العرق الأصفر أو المغولي. أبدى مصطفى كمال أتاتورك اهتماماً شخصياً بالموضوع بعد أن عُرض عليه كتاب باللغة الفرنسية زعم أن الأتراك ينتمون إلى العرق الأصفر وأنهم شعب من الدرجة الثانية.
وبعد الحرب العالمية الأولى، سعى الأتراك جاهدين إلى إثبات أنهم متساوون مع الدول الغربية، وهي محاولة كان لها دلالات تاريخية وعرقية. خلقت أطروحة التاريخ التركي بديلاً ثالثاً للروايات الحالية التي ادعت أن اليونان أو بلاد ما بين النهرين، أو كليهما، كان مهد الحضارة الغربية.
استندت الأطروحة نفسها إلى أساس فكري زائف من خلال الادعاء بأن الأتراك لديهم أصل حيثي كان من أصل آسيا الوسطى الآرية. أصرت الأطروحة على أن جميع الشعوب التركية لها أصل عرقي مشترك وأصرّت أيضًا على أنهم قد خلقوا حضارة عظيمة في وطنهم في آسيا الوسطى في عصور ما قبل التاريخ وحافظوا على لغتهم وخصائصهم العرقية منذ ذلك الحين. ووفقاً للأطروحة، هاجر الأتراك في الأصل من آسيا الوسطى إلى الصين، ومن الصين إلى الهند، حيث أسسوا حضارات موهينجو دارو وهارابا، ومن الهند إلى أجزاء أخرى من العالم.
جرى الإعلان عن الأطروحة للجمهور خلال المؤتمر التاريخي التركي الأول، الذي عقد بين 2 و11 يوليو 1932. وحضر المؤتمر ثمانية عشر أستاذاً من جامعة إسطنبول (التي كانت تعرف آنذاك باسم دار الفنون)، وقد فُصل بعضهم بعد المؤتمر. ذُكر أيضًا 196 معلماً تركياً في المدارس الثانوية في بروتوكول المؤتمر. كان الخطاب الافتتاحي من نصيب محمود أسعد بوزكورت، الذي انتقد خلاله علماء الغرب في تفسيرهم للتاريخ التركي. وادعى أن أتراك آسيا الوسطى قد غادروا في أثناء العصر الحجري قبل 7000 عام من بين الأوروبيين ثم تفرقوا غرباً كأول شعب جلب الحضارة إلى البشر. دافعت عفت عنان، ابنة مصطفى كمال أتاتورك بالتبني وعضو لجنة التاريخ التركي للمواقد التركية، عن وجهة النظر القائلة إن الأتراك كانوا ما يسمى عرقياً «الرأس العضدي» وإنهم أسسوا حضارة متطورة حول بحر داخلي يقع في آسيا الوسطى. ووفقاً لكلامها، فقد غادروا بعد أن جف «البحر الداخلي» بسبب تغير المناخ، ومن هناك، انتشروا ونشروا الحضارة إلى الثقافات الأخرى، بما في ذلك الثقافات التي كانت موجودة في الصين والهند ومصر واليونان. أصبحت التناقضات الداخلية لأطروحة التاريخ التركي أكثر وضوحاً في العقود اللاحقة حين سعى العقيد كورتسيبي إلى زيادة وعي الشعب التركي الحديث بعلاقته بآسيا الوسطى والمغول. وأعرب عن اعتقاده بأن التركيز على التعليم التاريخي على النمط الغربي قد تسبب في عدم اهتمام الأتراك بالتاريخ المنغولي. أنتج هذا التركيز على التعليم التاريخي على النمط الغربي عقيدة مشوشة أجبرت المنشورات العسكرية على الحفاظ على ارتباط أطروحة التاريخ التركي بالأعراق الأوروبية، ولكنها في الوقت نفسه روجت لصورة كان فيها الجيش التركي متفوقاً على القوات العسكرية لجميع القوى الغربية بسبب جذوره في ماضي آسيا الوسطى.
وقد تأثرت الأطروحة بكتاب الخطوط الرئيسية للتاريخ التركي الذي نشرته (TOTTTH) لجنة دراسة التاريخ التركي التابعة لمنظمة هيرث التركية  وأصبح «عقيدة دولة»  ثم جرى تضمينه في الكتب المدرسية. خلال حكومة أتاتورك، جرى تشجيع علماء مثل حسن ريشيت تانكوت ورفعت عثمان بك على أن تكون نتائج دراساتهم في التاريخ والعلوم الاجتماعية متوافقة مع الأطروحة التاريخية التركية ونظرية لغة الشمس. ترتبط الأطروحة التاريخية التركية بنظرية لغة الشمس التي نشرت في عام 1935 والتي تنص على أن جميع اللغات أصلها من اللغة التركية. فقد علماء بارزون مثل زكي فيليدي توغان ونهال أتسيز، والذين تحدوا الأطروحة التاريخية التركية، وظائفهم في الجامعة.

## أطروحة التاريخ التركي والحيثيين
أعطت الكمالية مكاناً مهماً للحيثيين والرمزية الحيثية لبناء الهوية التركية والأمة. يعتقد الباحثون الكماليون، مثل أحمد آغا أوغلو (الذي كان مستشاراً لأتاتورك وسياسياً لعب دوراً مهماً في وضع دستور تركيا لعام 1924)، أن الأمة يجب أن تصور الحيثيين على أنهم عرق تركي متسلط على العالم له جذور راسخة في الأناضول. تظهر الأبحاث الجينية الحديثة على العينات التركية أن أتراك الأناضول هم مزيج من القبائل التركية والسكان الأصليين للأناضول، ومع ذلك٬ على عكس أطروحة التاريخ التركي، فإن هذين المزيجين لا ينبعان من السلالة ذاتها أو العرق ذاته أو الهوية ذاتها.